# Антюфеева, Галина Михайловна
Галина Михайловна Антюфеева (род. 6 января 1960, Белогорск, Амурская область) — государственный и политический деятель Приднестровской Молдавской Республики (ПМР). Депутат Верховного совета Приднестровской Молдавской Республики III, IV, V, VI и VII созывов. Председатель Комитета по законодательству по 32-му избирательному округу города Тирасполя.

## Биография
Галина Антюфеева родилась 6 января 1960 года в городе Белогорске, Амурская область. В 1975 году по окончании школы поступила в Тираспольский плодоовощной совхоз-техникум им. М. В. Фрунзе, который окончила с отличием в 1979 году. В 1989 году окончила Кишинёвский сельскохозяйственный институт по специальности «учёный-агроном». В 1998 году окончила юридический факультет Приднестровского государственного университета им. Т. Г. Шевченко по специальности «правоведение».
В 1979 году начала трудовую деятельность на головном предприятии НПО «Днестр», затем была переведена на освобождённую работу в комсомольской организации Слободзейского района.
В 1982 году избрана на должность председателя Новотираспольского поселкового Совета. В 1988 году на конкурсной основе назначена руководителем отдела ЗАГС при Тираспольском горисполкоме.
С 1999 по 2000 годы являлась начальником Управления судебных органов, нотариата и актов гражданского состояния Министерства юстиции ПМР. Решением диссертационного совета Института профессионального образования от 28 июня 2005 года присуждена учёная степень кандидата педагогических наук. Председатель русской общины Тирасполя «Русский дом».
В 2020 году избрана депутатом Верховного Совета VII созыва по избирательному округу № 25 «Западный». 8 декабря 2020 года избрана заместителем председателя Верховного Совета.

## Награды
- Орден «За заслуги» I и II степени;
- Медаль «За безупречную службу» III степени;
- Медаль «15 лет Приднестровской Молдавской Республике»;
- Медаль «За трудовую доблесть»;
- Медаль «15 лет женскому движению Приднестровской Молдавской Республики»;
- Медаль «20 лет Приднестровской Молдавской Республике»;
- Грамота Верховного совета Приднестровской Молдавской Республики;
- Орден преподобной святой Параскевы Русской православной церкви;
- Орден Почёта.
- Почётный знак соотечественника (2021)[1].
- В 1997 году ей было присвоено почётное звание «Заслуженный работник ПМР». Лауреат премии «Человек года — 2007» в номинации «Общественная деятельность».